# Carlos Stack
Carlos Stack (thailändisch คาร์ลอส สแต็ก; * 15. Dezember 1997) ist ein thailändisch-australischer Fußballspieler.

## Karriere
Carlos Stack stand bis Mitte 2019 beim Phatthalung FC unter Vertrag. Mit dem Verein aus Phatthalung spielte er in der Southern Region der vierten Liga. Im Juli 2019 ging er zum Chainat Hornbill FC. Für den Verein aus Chai NatChainat spielte er in der zweiten Mannschaft. Die Zweite spielte in der vierten Liga, der Thai League 4. Hier trat Chainat in der Western Region an. Nach einer Saison wechselte er im Juli 2020 in die Hauptstadt Bangkok. Hier schloss er sich dem Drittligisten Bangkok FC an. Mit dem Verein spielte zuletzt in der Bangkok Metropolitan Region der dritten Liga. Zu Beginn der Saison 2021/22 unterschrieb er einen Vertrag beim Zweitligisten Udon Thani FC. Sein Zweitligadebüt gab Carlos Stack am 17. November 2021 (14. Spieltag) im Auswärtsspiel gegen den Customs Ladkrabang United FC. Hier wurde er in der 60. Minute beim Stand von 6:2 für Udon Thani für David Haas eingewechselt. Udon Thani gewann das Spiel 9:3. Das war auch sein einziges Zweitligaspiel. Mitte Dezember 2021 unterschrieb er einen Vertrag beim Drittligisten Muang Loei United FC. Der Klub aus Loei spielte in der North/Eastern Region. Am Ende der Saison feierte er mit Loei die Meisterschaft der Region. In den Aufstiegsspielen zur zweiten Liga konnte man sich nicht durchsetzen. Zu Beginn der Saison 2022/23 unterschrieb er im Juni 2022 einen Vertrag beim Zweitligaaufsteiger Krabi FC. Nach drei Zweitligaspielen wurde sein Vertrag bei dem Verein aus Krabi im Dezember 2022 aufgelöst. Im gleichen Monat unterschrieb er einen Vertrag beim Drittligisten Nonthaburi United S.Boonmeerit FC. Mit dem Verein aus Bangkok spielt er in der Bangkok Metropolitan Region der Liga.

## Erfolge
Muang Loei United FC
- Thai League 3 – North/East: 2021/22